# Ліссетт Мартінес
Ліссетт Мартінес (англ. Lissette Martinez, нар. 1971) — провідна інженер-електрик програми Модуля космічних експериментів на базі Воллопс (WFF), що входить до складу Центру космічних польотів імені Ґоддарда у NASA.

## Раннє життя
Мартінес народилася в Брукліні, Нью-Йорк, у сім'ї пуерто-риканців. Коли вона була ще дитиною, сім'я переїхала до Яуко, Пуерто-Рико. Там Ліссетт отримала початкову та середню освіту. У 8-му класі вона отримала домашнє завдання вивчати місяць, яке передбачало, що упродовж місяця вона щоночі проводила якийсь час на даху свого будинку. Вона записувала і деталізувала всі аспекти того, як виглядає місяць — це стало поштовхом, який надихнув її на кар'єру в космічній науці.

## Освіта
Після закінчення середньої школи, Ліссетт Мартінес подала заявку і була прийнята до університету Пуерто-Рико в Маягуесі. Студенткою-електротехніком третього курсу її прийняли до Програми НАСА зі спільної освіти, яка дозволила їй працювати з вченим NASA і одночасно заробляти навчальні кредити. Мартінес отримала диплом з електротехніки в 1993 році і запрошення на роботу в НАСА.

## Кар'єра в НАСА
Мартінес була частиною команди, яка запустила ракету з Вайт-Сендс, Нью-Мексико, для збору інформації про комету Гейла-Боппа в 1999 році. Про неї написали у журналі Latina у листопаді 2002 року.
Вона несе відповідальність за забезпечення електротехнічної підтримки програми Модуля космічних експериментів (SEM). Вона також відповідає за тестування наземного та польотного обладнання. Мартінес працювала зі студентами по всьому світу, допомагаючи їм з науковими експериментами, які потім запускалися разом з місіями Спейс Шаттл. Мартінес продовжує працювати на базі Воллопс у Вірджинії.

## Особисте життя
Ліссетт Мартінес живе з чоловіком і двома синами в Солсбері, штат Меріленд.